# Bahnstrecke Kaliningrad–Swetlogorsk
| Bahnstrecken um Königsberg 1938 | |                                        |                                        |
| Kursbuchstrecke: | 120b (1934) 120c (Kaliningrad-Sewerny (Königsberg Nord) – Tschkalowsk-Sapadny (Kbg.-Tannenwalde) 1934) |                                        |                                        |
| Streckenlänge: | 43,0 km                                                                                                |                                        |                                        |
| Spurweite: | bis 1945: 1435 mm 1520 mm                                                                              |                                        |                                        |
| | |                                        |                                        |
| \| \| \| von Kaliningrad-Passaschirski \| \| \| \| 0,0 \| Kaliningrad-Sewerny (Königsberg Nord) \| Kaliningrad-Sewerny (Königsberg Nord) \| \| \| \| (Kbg.-Samlandbf.) (bis 1929) \| \| \| \| \| \| \| \| \| \| nach Selenogradsk und nach Sowetsk \| \| \| \| \| Trasse Tilsit–Königsberg bis 1929 \| \| \| \| \| Abz. von Tilsit \| \| \| \| \| Selma[1] (Kohlhof) \| \| \| \| 4,7 \| (Königsberg-Charlottenburg) \| (Königsberg-Charlottenburg) \| \| \| 6,9 \| Tschkalowsk-Sapadny (Kbg.-Tannenwalde) \| Tschkalowsk-Sapadny (Kbg.-Tannenwalde) \| \| \| \| \| \| \| \| 8,4 \| (Goldschmiede) \| (Goldschmiede) \| \| \| 9,8 \| (Gallhöfen) \| (Gallhöfen) \| \| \| \| \| \| \| \| 13,1 \| Druschnoje-Sapadnoje (Mednicken) \| Druschnoje-Sapadnoje (Mednicken) \| \| \| 16,3 \| (Dommelkeim) \| (Dommelkeim) \| \| \| 17,3 \| Kolossowka-Sapadnaja (Willgalten) \| Kolossowka-Sapadnaja (Willgalten) \| \| \| 19,3 \| O. p. 20 km (Drugehnen-Galtgarben) \| O. p. 20 km (Drugehnen-Galtgarben) \| \| \| 22,7 \| Pereslawskoje-Sapadnoje (Marienhof) \| Pereslawskoje-Sapadnoje (Marienhof) \| \| \| \| nach Fischhausen \| \| \| \| 25,2 \| (Perteltnicken) \| (Perteltnicken) \| \| \| 27,6 \| Romanowo (Watzum-Pobethen) ehem. Bf. \| Romanowo (Watzum-Pobethen) ehem. Bf. \| \| \| 29,6 \| (Kalthof) \| (Kalthof) \| \| \| 31,7 \| (Lixeiden) \| (Lixeiden) \| \| \| \| von Selenogradsk \| \| \| \| 35,2 \| Pionerski Kurort (Neukuhren) \| Pionerski Kurort (Neukuhren) \| \| \| 40,0 \| Swetlogorsk 1 (Rauschen Ort) \| Swetlogorsk 1 (Rauschen Ort) \| \| \| 43,0 \| Swetlogorsk 2 (Rauschen Düne) \| Swetlogorsk 2 (Rauschen Düne) \| \| \| \| \| \| \| \| \| nach Primorsk \| \| | |                                        |                                        |
| Strecke | | von Kaliningrad-Passaschirski          | von Kaliningrad-Passaschirski          |
| Bahnhof | 0,0 | Kaliningrad-Sewerny (Königsberg Nord)  | Kaliningrad-Sewerny (Königsberg Nord)  |
| Strecke · Kopfbahnhof Streckenanfang (Strecke außer Betrieb) | | (Kbg.-Samlandbf.) (bis 1929)           | (Kbg.-Samlandbf.) (bis 1929)           |
| Abzweig geradeaus und ehemals von links · Strecke nach rechts (außer Betrieb) | |                                        |                                        |
| Abzweig geradeaus und nach rechts | | nach Selenogradsk und nach Sowetsk     | nach Selenogradsk und nach Sowetsk     |
| Kreuzung (Querstrecke außer Betrieb) | | Trasse Tilsit–Königsberg bis 1929      | Trasse Tilsit–Königsberg bis 1929      |
| Abzweig geradeaus und ehemals von rechts | | Abz. von Tilsit                        | Abz. von Tilsit                        |
| Haltepunkt / Haltestelle | | Selma (Kohlhof)                        | Selma (Kohlhof)                        |
| ehemaliger Haltepunkt / Haltestelle | 4,7 | (Königsberg-Charlottenburg)            | (Königsberg-Charlottenburg)            |
| Bahnhof | 6,9 | Tschkalowsk-Sapadny (Kbg.-Tannenwalde) | Tschkalowsk-Sapadny (Kbg.-Tannenwalde) |
| Strecke von links · Abzweig ehemals geradeaus und nach rechts | |                                        |                                        |
| Strecke · Haltepunkt / Haltestelle (Strecke außer Betrieb) | 8,4 | (Goldschmiede)                         | (Goldschmiede)                         |
| Strecke · Haltepunkt / Haltestelle (Strecke außer Betrieb) | 9,8 | (Gallhöfen)                            | (Gallhöfen)                            |
| Strecke nach links · Abzweig ehemals geradeaus und von rechts | |                                        |                                        |
| Bahnhof | 13,1                                                                                                   | Druschnoje-Sapadnoje (Mednicken)       | Druschnoje-Sapadnoje (Mednicken)       |
| ehemaliger Haltepunkt / Haltestelle | 16,3                                                                                                   | (Dommelkeim)                           | (Dommelkeim)                           |
| Bahnhof | 17,3                                                                                                   | Kolossowka-Sapadnaja (Willgalten)      | Kolossowka-Sapadnaja (Willgalten)      |
| Haltepunkt / Haltestelle | 19,3                                                                                                   | O. p. 20 km (Drugehnen-Galtgarben)     | O. p. 20 km (Drugehnen-Galtgarben)     |
| Bahnhof | 22,7                                                                                                   | Pereslawskoje-Sapadnoje (Marienhof)    | Pereslawskoje-Sapadnoje (Marienhof)    |
| Abzweig geradeaus und ehemals nach links | | nach Fischhausen                       | nach Fischhausen                       |
| ehemaliger Haltepunkt / Haltestelle | 25,2                                                                                                   | (Perteltnicken)                        | (Perteltnicken)                        |
| Haltepunkt / Haltestelle | 27,6                                                                                                   | Romanowo (Watzum-Pobethen) ehem. Bf.   | Romanowo (Watzum-Pobethen) ehem. Bf.   |
| ehemaliger Haltepunkt / Haltestelle | 29,6                                                                                                   | (Kalthof)                              | (Kalthof)                              |
| ehemaliger Haltepunkt / Haltestelle | 31,7                                                                                                   | (Lixeiden)                             | (Lixeiden)                             |
| Abzweig geradeaus und von rechts | | von Selenogradsk                       | von Selenogradsk                       |
| Bahnhof | 35,2                                                                                                   | Pionerski Kurort (Neukuhren)           | Pionerski Kurort (Neukuhren)           |
| Bahnhof | 40,0                                                                                                   | Swetlogorsk 1 (Rauschen Ort)           | Swetlogorsk 1 (Rauschen Ort)           |
| Kopfbahnhof Streckenanfang · Strecke | 43,0                                                                                                   | Swetlogorsk 2 (Rauschen Düne)          | Swetlogorsk 2 (Rauschen Düne)          |
| Strecke nach links · Abzweig geradeaus, nach rechts und ehemals von rechts | |                                        |                                        |
| Strecke | | nach Primorsk                          | nach Primorsk                          |

Die Bahnstrecke Kaliningrad–Swetlogorsk, die historische Samlandbahn, verbindet das Zentrum der russischen Oblast Kaliningrad, die Stadt Kaliningrad (Königsberg) mit dem Ostseebad Swetlogorsk (Rauschen) an der Nordküste des Samlandes.
Die Strecke ist elektrifiziert und wird auf russischer Breitspur betrieben.

## Geschichte
Die Strecke wurde von 1900 bis 1906 von der Samlandbahn AG in Normalspur erbaut. Sie führte ursprünglich bis Warnicken (heute Lesnoje). Bis 1929 fuhren die Züge vom Königsberger Samlandbahnhof, anschließend vom neuerrichteten Nordbahnhof. Anfang 1945 wurde ein Teilstück dieser Strecke südlich von Neukuhren (heute Pionerski) entfernt, um ein vorher fehlendes Teilstück von Warnicken nach Groß Dirschkeim (heute Donskoje) in der Nordwestecke des Samlandes zu schließen, was die deutsche Bevölkerung bei ihrer Fluchtbemühung unterstützen sollte.
Nach 1945 wurde weiter das gesamte Teilstück von der Kaliningrader Stadtgrenze, wohin ein Anschluss zum erweiterten ehemaligen Flugplatz Königsberg-Prowehren verblieb, bis nach Pionerski abgebrochen und 1965 in russischer Breitspur wiederhergestellt. Dabei wurde im Bereich der ehemaligen Haltepunkte Goldschmiede und Gallhöfen die Trasse um etwa einen Kilometer nach Norden verlegt. Am Wiederaufbau der Strecke waren Militärangehörige der 11. Gardearmee und Kursteilnehmer der Kaliningrader höchsten Militär-Ingenieurschule A. A. Schdanow (КВВИУ) beteiligt.
Anfang der 1970er Jahre wurde die Strecke elektrifiziert. 1975 wurde der neue Bahnhof Swetlogorsk 2 (ehemals Rauschen Düne) fertiggestellt und ab 2006 renoviert. 2011 wurde im nördlichen Kaliningrad in der Nähe des Handelskomplexes Selma ein gleichnamiger Haltepunkt eingerichtet.

## Heutiger Betrieb

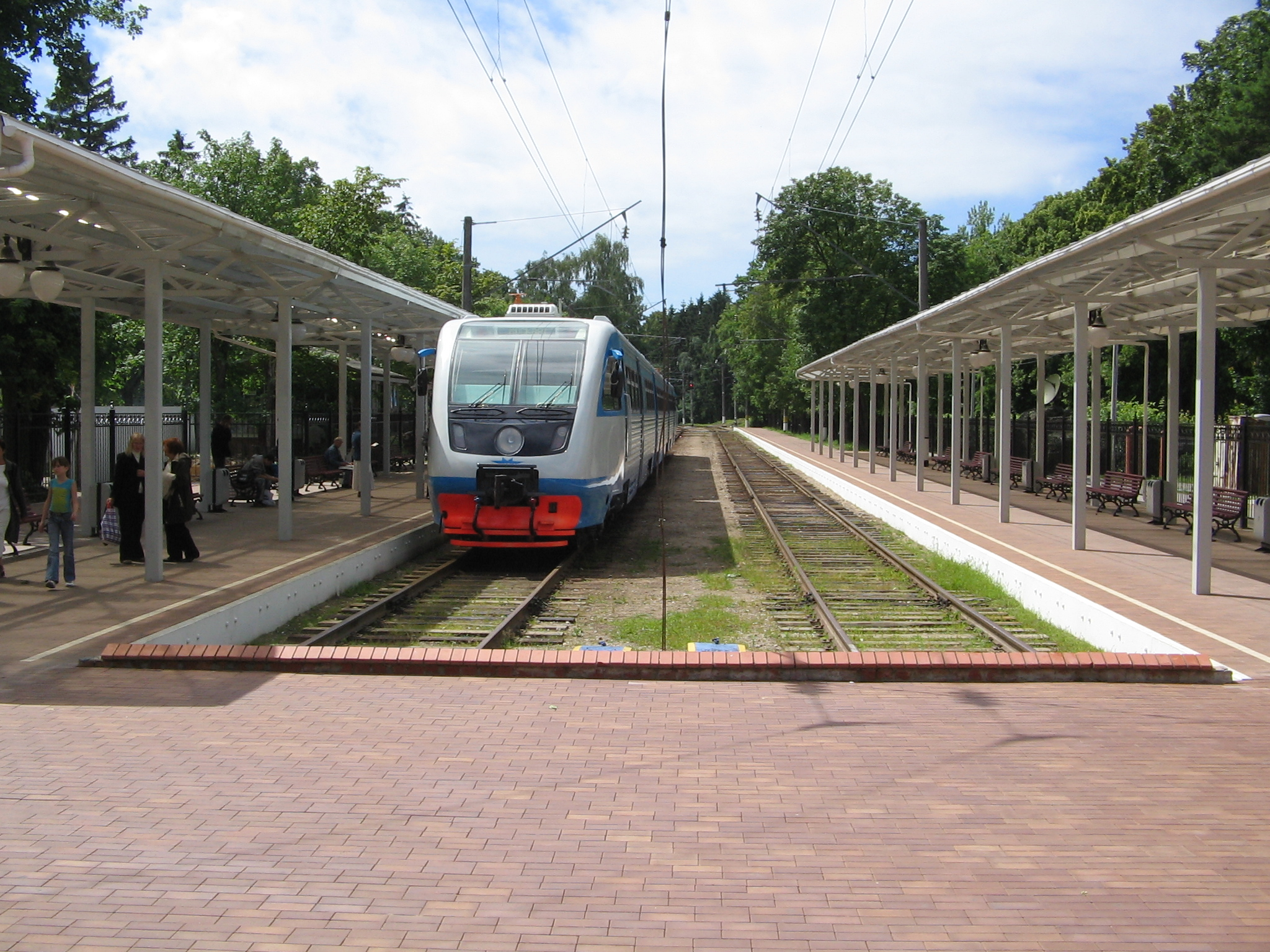
Der Bahnhof Swetlogorsk 2 (2011)

Zum Fahrplanwechsel im Sommer 2011 wurde die Zugfolge auf der heute elektrisch betriebenen Strecke von Königsberg nach Rauschen mit dem so genannten Blauen Pfeil, einem Schnelltriebwagen, verdichtet.